# Altos
Altos é um município brasileiro do estado do Piauí que faz parte da Grande Teresina. Fundado em 1922, possui uma área total de 957,62 km² e sua população foi estimada em 47 416 habitantes, conforme dados do IBGE de 2022.

## História
O lugar São José dos Altos, de João de Paiva, também conhecido por Altos de João de Paiva, é hoje a atual cidade de Altos. Pertenceu, primitivamente, ao casal João de Paiva Oliveira e sua mulher, D. Raimunda Maria de Jesus, que ali fixaram residência, vindos do Ceará, no ano de 1800, passando, por herança, aos seus filhos, João de Paiva Oliveira, Raimunda Maria de Jesus e João Ribeiro da Silva, que residiram, por muitos anos, nos lugares próximos denominados Alto-Franco, Alto da Casa Nova e Alto de João de Paiva, que ficaram, dessa época em diante, conhecidos pela denominação única de Altos de João de Paiva, cujas terras, em sua maioria, pertencem hoje ao patrimônio do município.
Em 1885, o Reverendíssimo Cônego Honório José Saraiva, então Vigário da Freguesia de Nossa Senhora do Amparo, de Teresina, que, por pertencer o lugar à sua freguesia, era seu frequentador assíduo desde muitos anos, tudo fez pelo seu progresso. Assim é que, juntamente com João. de Paiva, proprietário do lugar, iniciaram a construção de um cemitério, cuja conclusão se verificou no mesmo ano.
Para esse empreendimento contribuíram materialmente todos os moradores do lugar, especialmente os membros da família dos idealizadores da obra. Em 1891, por iniciativa do cônego Honório Saraiva, o Dr. Jaime de Albuquerque Rosa obteve do governo a criação da primeira escola pública em Altos. Criada a escola pública foi, pouco depois e no mesmo ano, nomeada professora a Senhora D. Joana de Abranches Saraiva, depois de prévio exame exigido por lei.
A 27 de setembro do mesmo ano de 1891 transferiu-se de Alto Longá para Altos o capitão Francisco Raulino da Silva, onde. se estabeleceu com a primeira loja de fazendas (nacionais e estrangeiras) e outras mercadorias, inclusive iniciando a compra de gêneros de exportação, no que foi imitado por outros, vindos depois, que lhe fizeram concorrência comercial. Nessa época, contava o povoado apenas nove casas, todas cobertas de palha. Em 1892 foi criada a coletoria e nomeado para o cargo de coletor o capitão Francisco Raulino da Silva, que conseguiu, em janeiro de 1893, do então Governador do Estado, capitão Coriolano de Carvalho e Silva, a vinda para Altos, do primeiro destacamento policial e a verba de nove contos de réis para perfuração de um poço, que João de Paiva levou a cabo com grande proveito para a população, e a construção de um pequeno açude, de cujo trabalho foi encarregado o tenente-coronel Manoel da Costa Teixeira.

## Formação Administrativa
Elevado à categoria de vila e distrito com a denominação de Altos, pela Lei Estadual n.º 1.401, de 18-07-1922, desmembrado dos municípios de Teresina, Campo Maior e Alto Longá. Sede na antiga povoação de São José dos Altos. Constituído do distrito sede. Instalado em 12-10-1922.
Pela Lei Estadual n.º 1135, de 07-07-1925, é criado o distrito de São Benedito e anexado ao município de Altos.
Pelo Decreto n.º 1279, de 26-06-1931, o município de Altos adquiriu o extinto município de Alto Longá.
Em divisão administrativa referente ao ano de 1933, o município é constituído de 3 distritos: Altos, Alto Longá e São Benedito.
Pelo Decreto Estadual n.º 1575, são desmembrados do município de Altos os distritos de Alto Longá e São Benedito, elevados à categoria de município.
Em divisões territoriais datadas de 31-XII-1936 e 31-XII-1937, o município é constituído do distrito sede.
Em divisão territorial datada de 1-VII-1960, o município é constituído do distrito sede.
Assim permanecendo em divisão territorial datada de 2022.

## Fonte
Altos (PI). In: ENCICLOPÉDIA dos municípios brasileiros. Rio de Janeiro: IBGE, 1959. v. 15. p. 413-414.

## Demografia
Altos é o 7º maior município do Piauí, com uma densidade de 49,5 pessoas por Km

## Educação

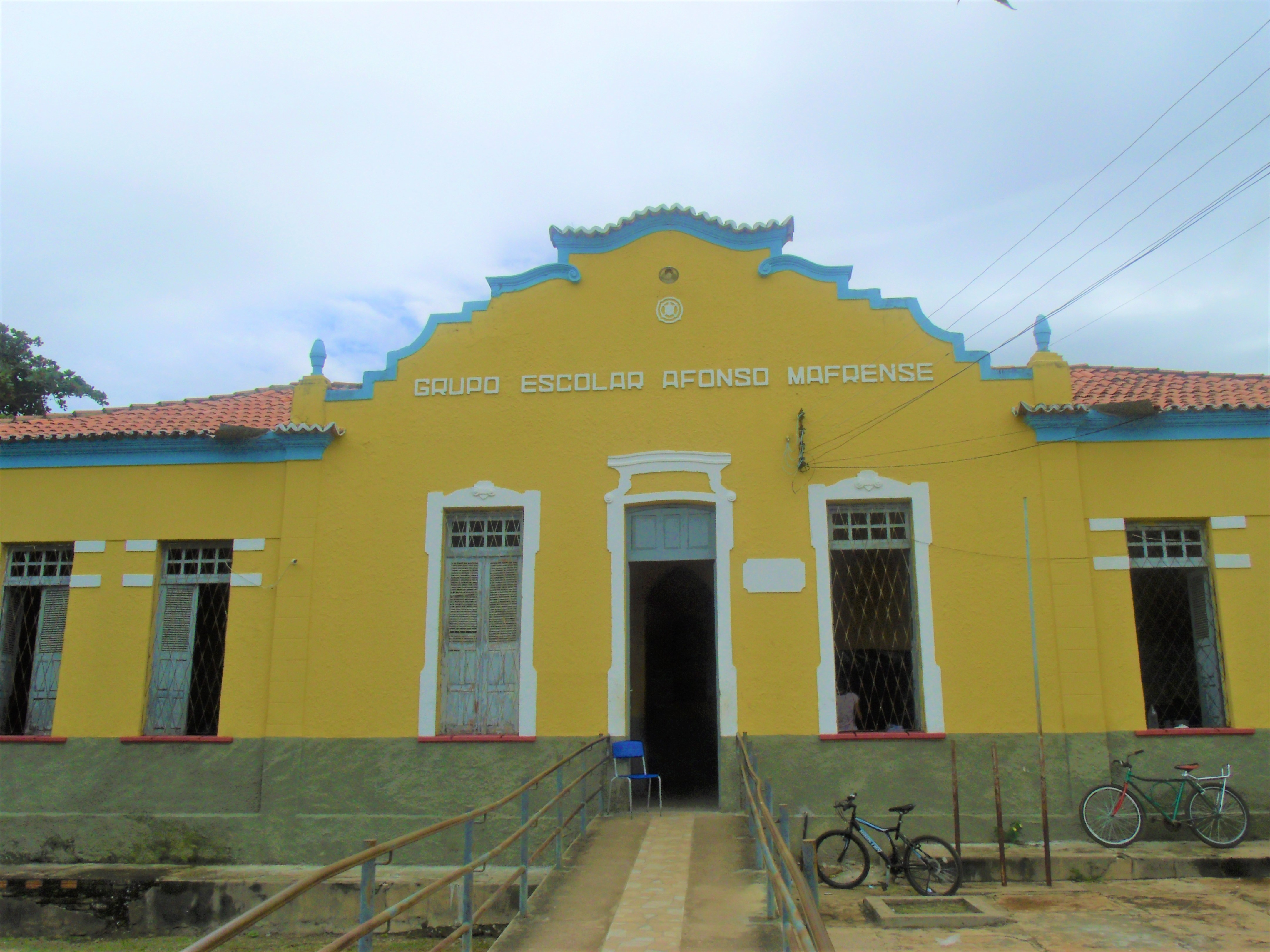
Fachada principal externa do Grupo Escolar Afonso Mafrense. A mais antiga de Altos.

### Biblioteca Pública Municipal de Altos

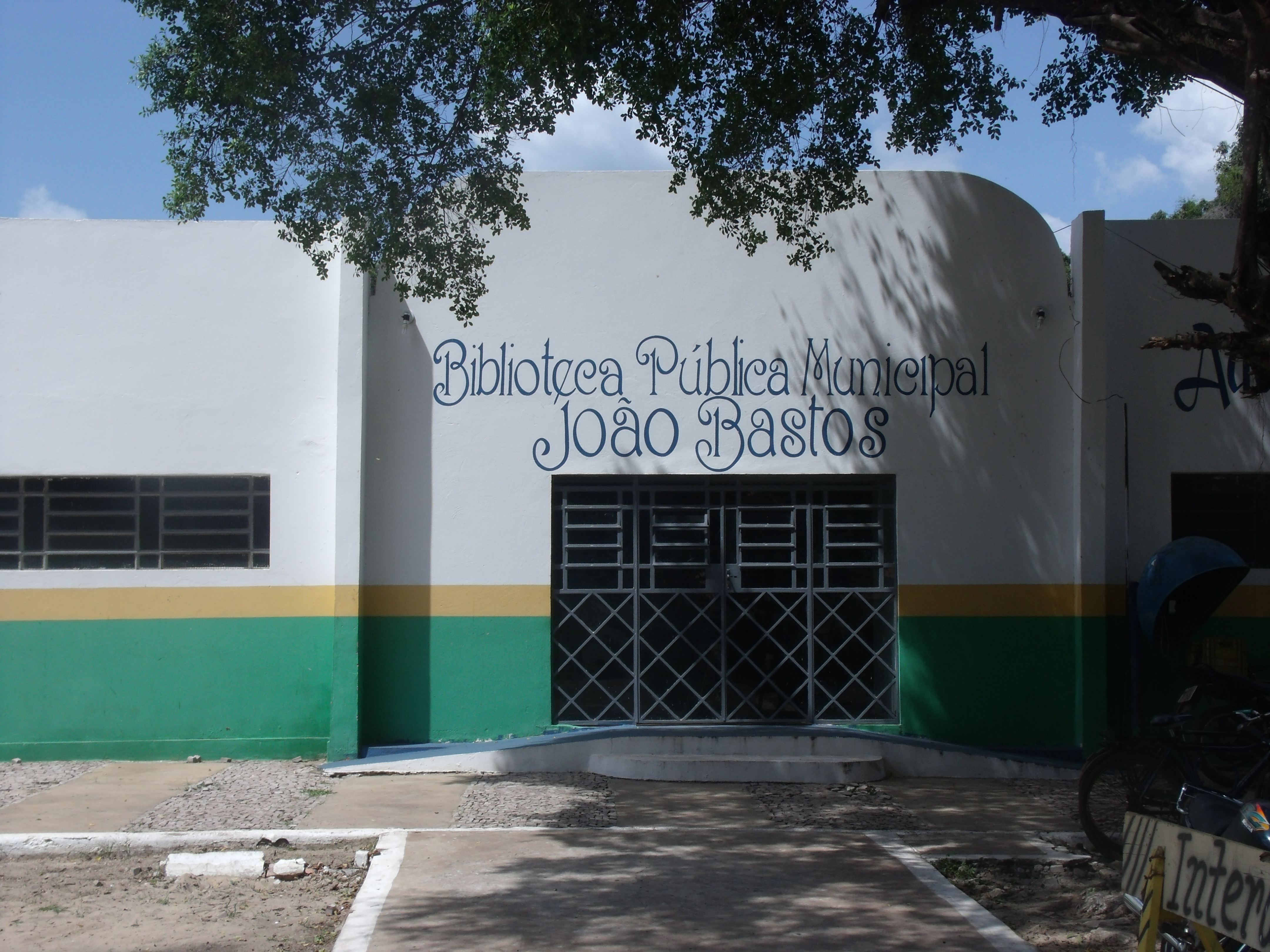
Biblioteca Municipal João Bastos, criada em 1937, é um cartão-postal da cultura de Altos.

De acordo com a lista do Sistema Nacional de Bibliotecas Públicas a Biblioteca Municipal João Bastos está situada na Praça Cônego Honório, s/n, Centro. Foi criada por lei municipal no ano de 1937.

## Transportes

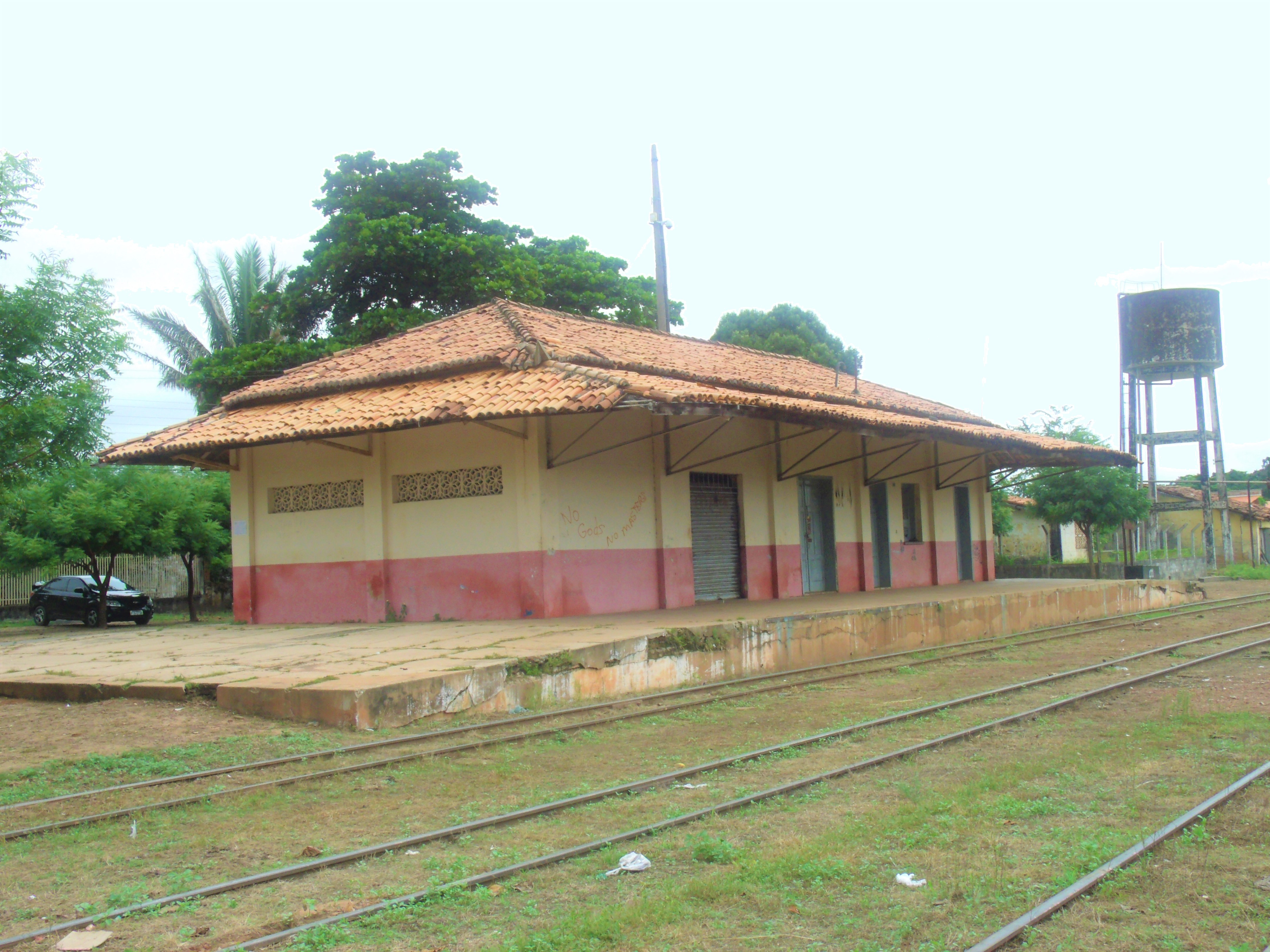
Estação Ferroviária de Altos, atualmente operada pela Ferrovia Transnordestina Logística como parte da Ferrovia São Luís-Fortaleza.

O município é servido por várias rodovias estaduais e as rodovias federal BR-343, BR 226 e a Ferrovia São Luís-Fortaleza cruzam a zona urbana da cidade.

## Localização
| Noroeste: José de Freitas                 | Norte: José de Freitas | Nordeste: Campo Maior |
| Oeste: Teresina                           |                        | Leste: Coivaras       |
| Sudoeste: Demerval Lobão e Lagoa do Piauí | Sul: Beneditinos       | Sudeste: Alto Longá   |

## Personalidades importantes
- José Gil Barbosa, professor e político.
- José Barbosa, advogado e político.
- Paulo Santos Rocha,  advogado e político.
- Ludgero Raulino, médico e político.